# Phacomorphus bordei
Phacomorphus bordei es una especie de escarabajo del género Phacomorphus, familia Leiodidae. Fue descrita por Henri de Peyerimhoff en 1908.

## Distribución
Se encuentra en Francia.